# Kolinda Grabar-Kitarović
Kolinda Grabar-Kitarović (Fiume, 29 aprile 1968) è una politica e diplomatica croata, Presidente della Croazia dal 2015 al 2020.
Laureata in lingue straniere e relazioni internazionali, ha lavorato nei primi anni '90 come alto funzionario ministeriale. Nel 1997 è entrata a far parte del corpo diplomatico croato.
Membro dell'Unione Democratica Croata (HDZ), è stata eletta deputato al Parlamento nel 2003, in seguito nominata ministro dell'Integrazione europea nel primo governo di Ivo Sanader. Il rimpasto del 2005 l'ha resa la prima donna ad assumere la carica di ministro degli Esteri. Non è stata riconfermata nel 2008, ma ha ottenuto l'incarico di ambasciatore negli Stati Uniti, prima di essere nominata nel 2011 Vicesegretario generale per la diplomazia pubblica della NATO.
Alla fine del suo mandato di tre anni, si candida per l'HDZ alle elezioni presidenziali croate del 2015. Ha vinto di misura al secondo turno sul capo di Stato uscente, Ivo Josipović, diventando la prima donna eletta alla presidenza della Croazia e anche la persona più giovane eletta per questo incarico.
A lungo favorita per un nuovo mandato, alla fine non è riuscita a vincere le elezioni presidenziali del 2020 per la rinomina, venendo sconfitta al secondo turno dall'ex primo ministro socialdemocratico Zoran Milanović.
Nel 2020 è stata eletta rappresentante della Croazia nel Comitato Olimpico Internazionale. 

## Biografia
Kolinda Grabar nasce il 29 aprile 1968 a Fiume, in Croazia, allora parte della Jugoslavia. Crebbe principalmente a Lopača, frazione di Jelenje, sito appena a nord di Fiume, paese natale dei suoi genitori e dove la famiglia possedeva una macelleria e un ranch. Da studentessa alle scuole superiori, partecipò a un programma di scambio studentesco e a 17 anni si trasferì a Los Alamos, nel Nuovo Messico (Stati Uniti d'America), diplomandosi successivamente alla Los Alamos High School nel 1986.
Al suo ritorno in Jugoslavia, si iscrisse alla Facoltà di Scienze Umanistiche e Sociali presso l'Università di Zagabria, diplomandosi nel 1993 con un Bachelor of Arts in inglese e lingue e letteratura spagnola. Dal 1995 al 1996, ha frequentato il Corso di perfezionamento presso l'Accademia diplomatica di Vienna. Nel 2000 ha conseguito un master in relazioni internazionali presso la Facoltà di Scienze Politiche dell'Università di Zagabria.
Negli anni 2002-2003 ha frequentato la Elliott School of International Affairs della George Washington University come studiosa di Fulbright. Ha anche ricevuto una borsa di studio Luksic per la John F. Kennedy School of Government presso l'Università di Harvard ed è stata visiting scholar presso la School of Advanced International Studies della Johns Hopkins University. 
Nel dicembre 2015, Grabar-Kitarović ha iniziato un Dottorato in Relazioni Internazionali presso la Facoltà di scienze politiche di Zagabria.
Dirigente dell'Unione Democratica Croata, nel 2003 viene nominata ministro delle Integrazioni Europee della Croazia, fino al 2005, quando diviene ministro degli Esteri e lo resta fino al 2008. Quell'anno diviene ambasciatore presso le Nazioni Unite e nel 2011 assistente diplomatico del segretario generale della NATO fino al 2014.

### Presidente della Repubblica di Croazia
È stata eletta l'11 gennaio 2015 presidente della Croazia al secondo turno delle elezioni con il 50,7%, vincendo il ballottaggio con il presidente uscente Ivo Josipović. Si è insediata il 18 febbraio divenendo la prima donna ad assumere l'incarico nella storia del Paese. È stata anche la Presidente più giovane mai eletta. A seguito delle elezioni parlamentari del 2016, ha affidato ad Andrej Plenković l'incarico di formare un nuovo Governo.
Dal 29 marzo 2019 è la presidente del Council of Women World Leaders.
Ricandidatasi a un secondo mandato, Grabar-Kitarović il 5 gennaio 2020 perde il ballottaggio contro lo sfidante socialdemocratico Zoran Milanović, già arrivato primo al primo turno delle elezioni presidenziali col 29,6%.

## Onorificenze

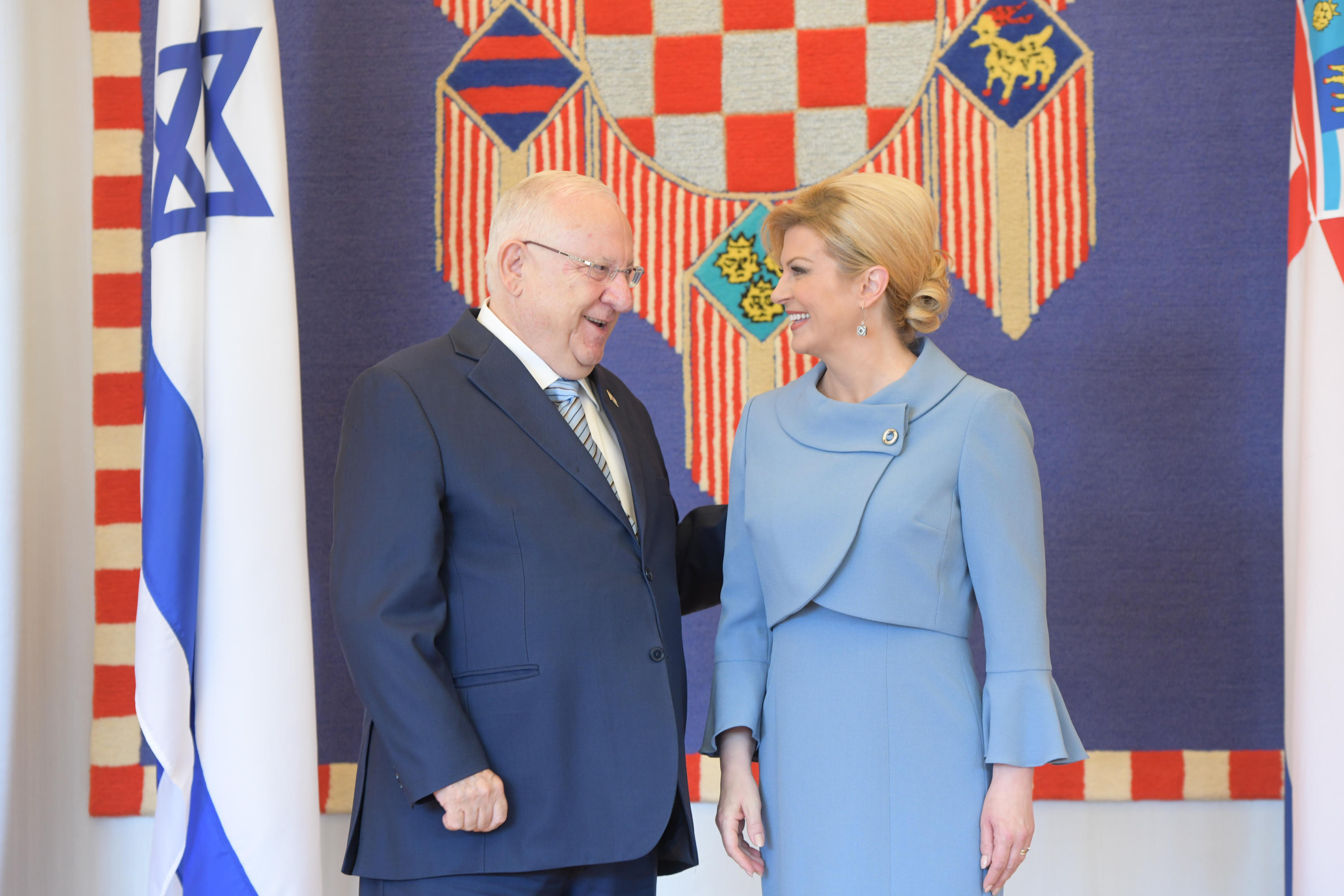
Il presidente di Israele Reuven Rivlin in visita di Stato in Croazia da Kolinda Grabar-Kitarović, 24 luglio 2018.

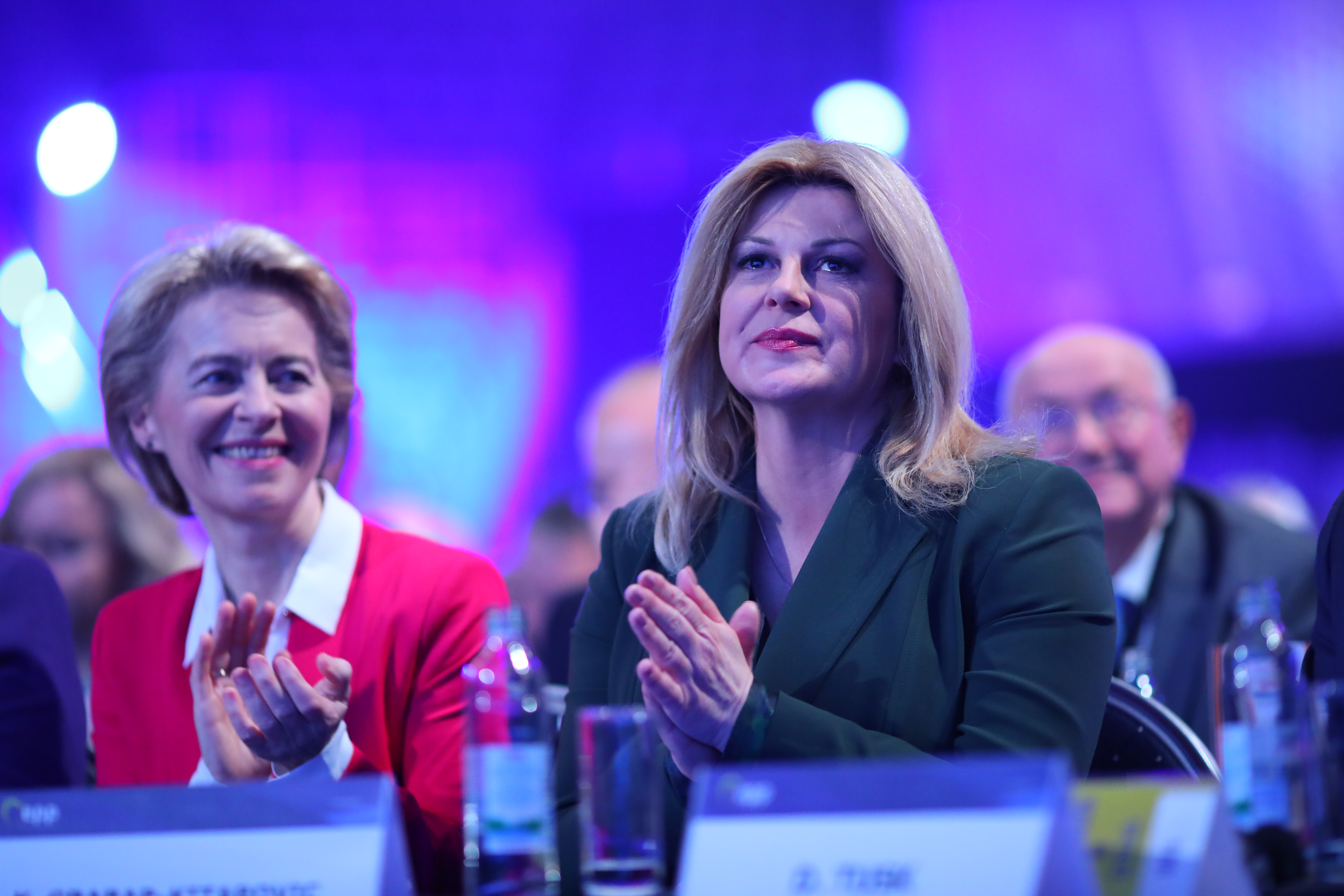
La presidente Kolinda Grabar-Kitarović al Congresso del PPE di Zagabria con Ursula von der Leyen (20-21 novembre 2019).

### Onorificenze croate
Nella sua funzione di Presidente della Croazia dal 2015 al 2020 è stata: